# Семилуки
Семилуки (рос. Семилуки) — місто у Воронезькій області, передмістя Воронежа, центр Семилуцького району.
Населення — 26505 чол.
Місто розташоване на правому березі річки Дон, навпроти Воронежа (мікрорайони Придонський і Підклітне) на залізничній лінії «Воронеж-Київ».
Найбільші підприємства — цегляний завод, меблева фабрика, харчовий комбінат та цех будівельних матеріалів.

## Історія
Історія робітничого селища починається у роки комуністичного терору, коли у 1920-их тут організований рабський труд навколишніх селян, які рятувалися від Голодомору. Статус міста присвоєно у часи Г. М. Маленкова — 1954.